# NGC 1858
NGC 1858 ist ein Sternentstehungsgebiet, das sich am nordwestlichen Rand des Balkens der Großen Magellanschen Wolke befindet und in die H-II-Region N105A eingebettet ist. Das Alter des in dem Gebiet neu entstandenen Sternhaufens wird auf etwa 8 bis 10 Millionen Jahre geschätzt. Die Entdeckung eines Protosterns ist ein Indiz dafür, dass NGC 1858 ein noch immer aktives Sternentstehungsgebiet ist.
Das Gebiet wurde 1826 durch den Astronom James Dunlop mit einem 23 cm Teleskop entdeckt und als ein als von einem Nebel umgebener Sternhaufen beschrieben; diese Beobachtung wurde später im New General Catalogue verzeichnet.